# Eldorado (Berlin)

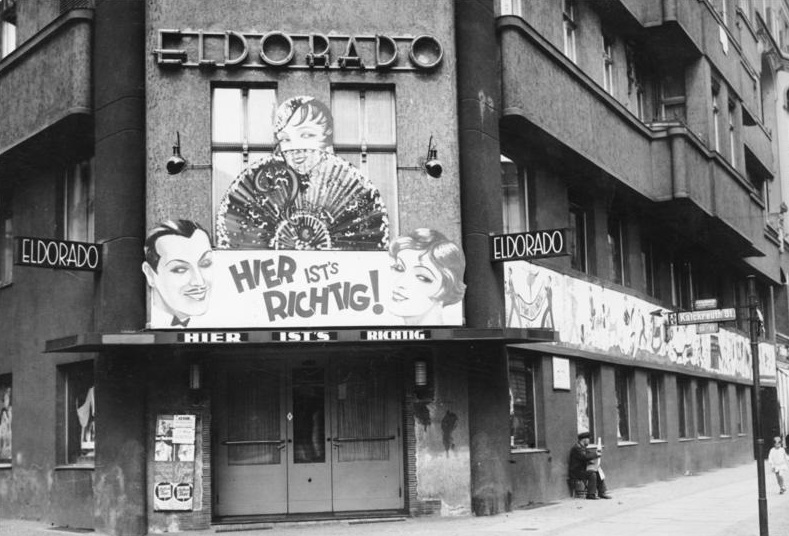
Das Eldorado in der Motz- Ecke Kalckreuthstraße, 1932

Eldorado (spanisch El Dorado: ‚Das Goldene‘) war vor dem Zweiten Weltkrieg der Name zweier bekannter Homosexuellen- und Transvestitenlokale (Männer und auch Frauen) in Berlin, die auch von Literaten beschrieben und in Bildern verewigt wurden. Über kein anderes damaliges Szenelokal gibt es so viele Quellen und Bilddokumente wie über die Eldorados.

## DieEldorados
- In der Kantstraße 24 Ecke Bleibtreustraße in Charlottenburg machte der Gastwirt Ludwig Konjetschni im März 1924 aus seinem bereits 1920 eröffneten Café Alkazar das erste Eldorado mit Tanzdarbietungen im Obergeschoss.[2] 1926 erfolgte der Umzug zur Lutherstraße.
- In der Lutherstraße 31/32[3] (seit 1963: Martin-Luther-Straße[4] 13), gegenüber der Scala (Lutherstraße 22–24, seit 1963: Martin-Luther-Straße 14–18) und dem berühmten Restaurant Horcher (Lutherstraße 21 Ecke Augsburger Straße; heute: Martin-Luther-Straße 12 Ecke Fuggerstraße), wurde Konjetschni 1926 Unterpächter der Restauranträume im Parterre vom bisherigen Luther-Casino, das in Eldorado umbenannt wurde. Anfang 1930 zog Konjetschni nach einem Streit mit der Vermieterin einen Häuserblock weiter zur Kalckreuthstraße Ecke Motzstraße. Im Dezember 1930 zog in den großen Saal im Obergeschoss ein Kino ein, während der Tanzbetrieb im Parterre weiterlief.[5] Das Eldorado existierte hier unter diesem Namen noch bis März 1931.[6] Dann verlor die Inhaberin des Lokals den Rechtsstreit gegen ihren bisherigen Pächter Konjetschni um den Namen Eldorado.[7] Ein Tanzlokal hat an dieser Stelle noch bis Anfang Mai 1933 existiert, wenngleich unter anderem Namen.[8]
- Einen Häuserblock weiter, Kalckreuthstraße[6][9] 11 Ecke Motzstraße[6] 15[6][10] (heute:[11] Kalckreuthstraße 11 Ecke Motzstraße 24) wurde Anfang 1930 vom bisherigen Unterpächter des Eldorado in der Lutherstraße, Ludwig Konjetschni, nach dem Streit mit dessen Inhaberin ein weiteres Lokal namens Eldorado eröffnet, das nunmehr außen auf einem Plakat verkündete: Hier ist's richtig.

## EldoradoLutherstraße
Mindestens in den Jahren 1900–1907 befand sich in der Lutherstraße 31/32 das Etablissement Auguste Victoria-Säle mit einem Restaurant im Parterre und zwei Sälen im Obergeschoss. Im „großen Theatersaal“ fanden auch Vorstellungen statt. Im Dezember 1930 zog in den großen Saal im Obergeschoss ein Kino ein, während der Tanzbetrieb im Parterre weiterlief. Das Gebäude erhielt 1943 Bombentreffer und der Betrieb musste eingestellt werden.
Der Gastwirt Ludwig Konjetschni führte seit etwa 1924 das erste Tanzlokal Eldorado in der Kantstraße 24 in Charlottenburg, bevor er 1926 mit seinem Etablissement in die Lutherstraße umzog. In Konrad Haemmerlings alias Curt Morecks Führer durch das „lasterhafte“ Berlin von 1931 wird es als ein „für die weltstädtische Schaulust inszenierter Transvestitenbetrieb“ bezeichnet. Das Programm mit schrillen und schrägen Travestieshows und Programmveranstaltungen war auf eine überwiegend heterosexuelle Zielgruppe zugeschnitten, die damals wie heute „einer neugierigen Lust folgend einmal einen Abstecher in das geheimnisvoll verruchte Berlin wagte.“ Moreck notierte weiter, obwohl er mit diesem alternativen Reise- und Kneipenführer selbst Bestandteil und Förderer jenes touristischen Voyeurismus war:

„Ein Tanzsaal größeren Stils mit einem äußerst eleganten Publikum. Smokings und Fräcke und große Abendroben – so präsentiert sich die Normalität, die zum Schauen hierher kommt. Die Akteurs sind in großer Zahl vorhanden. Grelle Plakate locken schon am Eingang, und Malereien, in denen die Perversität ihrer selbst spottet, schmücken den Gang. An der Garderobe setzt der Nepp ein. ‚Hier ist’s richtig!‘ heißt es auf den Affichen. Eine geheimnisvolle Devise, unter der man sich allerhand vorstellen kann. Alles ist Kulisse, und nur der ganz Weltfremde glaubt an ihre Echtheit. Selbst die echten Transvestiten, die ihre Abart in den Dienst des Geschäftes stellen, werden hier Komödianten. Zwischen den Tänzen, bei denen auch der Normale sich den pikanten Genuss leisten kann, mit einem effeminierten Manne in Frauenkleidern zu tanzen, gibt es Brettldarbietungen. Eine männliche Chanteuse singt mit ihrem schrillen Sopran zweideutige Pariser Chansons. Ein ganz mädchenhafter Revuestar tanzt unter dem Scheinwerferlicht weiblich graziöse Pirouetten. Er ist nackt bis auf die Brustschilde und einen Schamgurt, und selbst diese Nacktheit ist noch täuschend, sie macht den Zuschauern noch Kopfzerbrechen, sie läßt noch Zweifel, ob Mann ob Frau. Eine der entzückendsten und elegantesten Frauen, die im ganzen Saale anwesend sind, ist oft der zierliche Bob, und es gibt Männer genug, die in der Tiefe ihres Herzens bedauern, daß er kein Mädchen ist, daß die Natur sie durch einen Irrtum um eine deliziöse Geliebte betrogen hat.“

Gäste, die das erste Mal das Lokal besuchen, waren sehr neugierig und versuchten untereinander zu erraten, welche Person eine echte Frau oder ein echter Mann sei. Sie konnten Jetons kaufen, die auf einer Seite ein tanzendes – rein männliches oder rein weibliches – Paar zeigten. Diese gab man den Transvestiten, wenn man mit ihnen tanzen wollte. Am Morgen zählten diese die Jetons und die Anzahl galt als internes Maß für ihre Beliebtheit.
Auch Ruth Margarete Roellig berichtete 1928 von einem dichten Unterhaltungsprogramm. Vom „Tanzknaben Carlo“, von Transvestiten, die ihren Fummel zur Schau tragen und anschließend Autogrammkarten verkaufen, und von den obligatorischen „Girl’s“, jenen jungen Berufstänzerinnen, die damals weder auf den großen Revuebühnen noch im kleinen Tingeltangel fehlen durften.
Das Eldorado war bald nach der Eröffnung sehr bekannt, bald auch weit über die Stadtgrenzen hinaus, ja sogar europaweit und wurde auch Anziehungspunkt für Touristen. Es vermischten sich dort Hetero- und Homowelt. Einen Abend im Eldorado zu verbringen war große Mode in der Berliner Gesellschaft. Es kam genauso der wohlbekannte Bankdirektor oder das Reichstagsmitglied wie auch viele Leute aus Theater und Film. Darunter waren auch Stars wie Marlene Dietrich, oft zusammen mit ihrem Ehemann Rudolf Sieber, und Claire Waldoff sowie Wolfgang Cordan oder Anita Berber. Egon Erwin Kisch führte Josef Hora und Marka Majerova in das Lokal und berichtete seiner Freundin Jarmila darüber. Auch Magnus Hirschfeld war in dem Lokal wohlbekannt, teils aus beruflichem Interesse, und wurde liebevoll Tante Magnesia genannt. Als der Autor Ferdinand Bruckner an seinem Stück Die Verbrecher (1928) arbeitete, das auch die Thematik des Paragraphen 175 behandelt, recherchierte er im Eldorado, um die Situation der Homosexuellen möglichst realistisch wiedergeben zu können. Der englische Journalist Sefton Delmer, der mit SA-Chef Ernst Röhm einen freundschaftlichen Umgang pflegte, berichtete in seinen 1962 erschienenen Memoiren über einen gemeinsamen Besuch des Eldorados im Jahr 1931. Er bezeichnet es als öde und verrauchte Tanzbar. Dort kam ein Transvestit an den Tisch, den Delmer für einen Stricher hielt und Röhm für dessen Kunden. Der Transvestit plauderte mit Röhm über eine vergnügliche Party in den Tagen zuvor. Als dieser wieder gegangen war, meinte Delmer zu Röhm: „Da haben Sie es, Herr Stabschef. Keine weibliche Nutte würde so zu einem früheren Kunden kommen und sich in Gegenwart eines Fremden mit ihm über eine gemeinsam verbrachte Nacht unterhalten.“ Worauf dieser antwortete: „Ich bin nicht sein Kunde. Ich bin sein Kommandeur. Er ist einer von meinen SA-Männern.“ Röhms Lieblingslokal war jedoch das Schattenbild, ebenfalls ein Transvestitenlokal. Der spätere Politiker und SA-Gruppenführer Karl Ernst schlug sich eine Zeit lang mit diversen Jobs durch und war dabei auch – je nach Darstellung – eine Zeit lang Kellner, Angestellter oder Stricher im Eldorado in der Lutherstraße.
In Teilen der Szene jedoch stießen solche Lokale auf heftigste Kritik. Gleich nach der Eröffnung des Eldorado um die Jahreswende 1926/27 kommentierte der Bund für Menschenrechte in seiner Zeitschrift:

„Die anständigen Homosexuellen protestieren ganz energisch dagegen, daß sie mit solchen Menschen, die in diesen Lokalen verkehren, identifiziert werden.“

## EldoradoMotzstraße

Ehemaliges Eldorado in der Motzstraße, später Räume des Drugstore

Am 15. April 1930 wurde dem Eldorado in der Motzstraße 15 Ecke Kalckreuthstraße 11 die Schankerlaubnis erteilt (im 1893 erbauten Eckgebäude Kalckreuthstraße 11 / Motzstraße 15 befand sich von 1905 bis etwa 1914 das Grand Café Luitpold mit rund 1000 Sitzplätzen. Von 1922 bis etwa 1928 nutzten zunächst das Restaurant Olivier und dann das Restaurant Tabarin die Räume. 1928 wurde die Neorenaissancefassade des Gebäudes wegen Bauschäden neu verputzt). Inhaber war Ludwig Konjetschni (Konecny), der das Eldorado zunächst in der Kantstraße 24 und ab 1926 in der Lutherstraße betrieben hatte, dort allerdings nur als Unterpächter. So gab es für mehrere Monate (bis das Eldorado in der Lutherstraße Ende 1930 schloss) zwei Eldorados und einen Rechtsstreit um den Namen, der Anfang März 1931 zugunsten Konjetschnis entschieden wurde. Konrad Haemmerling (Curt Moreck) schrieb dazu im oben erwähnten Touristenführer: „Im Eldorado ist in jüngster Zeit ein Bruderkrieg ausgebrochen. Ein Teil der Anhänger, der Akteure und auch der Habitués, ist abgewandert. Jetzt behaupten zwei Eldorados, daß es ‚hier richtig‘ sei. Das neue Eldorado Ecke Motz- und Kalckreuthstraße ist wesentlich komfortabler als das alte, und die Getreuen sehen sich im Dilemma, wem sie ihre Gunst schenken sollen. Sie lösen das schwierige Problem meist dadurch, daß sie erst in das eine und dann in das andere gehen, und dies ist eine Lösung, die vielleicht zur Nachahmung empfohlen werden kann.“
Der Betrieb in der Motzstraße war allerdings nicht von langer Dauer.
Im Zuge des sogenannten „Preußenschlags“ am 20. Juli 1932 wurde Kurt Melcher (bis 14. Februar 1933) Polizeipräsident der Stadt Berlin. Noch im Juli kündigte er eine „umfassende Kampagne gegen Berlins lasterhaftes Nachtleben“ an und im Oktober wurde verfügt, dass alle „Tanzlustbarkeiten homosexueller Art zu unterbleiben“ haben. Wahrscheinlich musste das Eldorado im Zuge dieser Maßnahmen erstmals kurzzeitig schließen. Am 7. Oktober 1932 hieß es in einem Zeitungsartikel: „Einer Tat der Sittenverbesserer wird applaudiert: der Schließung des Eldorado“. Die endgültige Schließung erfolgte allerdings, nach Aussagen der Hausbesitzerin Magdalena Woerz, des Portiers Alexander Kanafolski und des Geschäftsführer Fritz Half, erst zum 1. März 1933.
Denn am 23. Februar 1933 erließ der Preußische Minister des Innern, Hermann Göring, einen Runderlass zur „Schließung von Gaststätten“, „die zur Förderung der Unsittlichkeit missbraucht werden“ und „die den Kreisen, die der widernatürlichen Unzucht huldigen, als Verkehrslokale dienen“. In Berlin wurde der Erlass durch den neuen Polizeipräsidenten Magnus von Levetzow innerhalb weniger Tage umgesetzt. Am 5. März 1933 berichteten Tageszeitungen von der Schließung vieler Lokale am Vortag. Das Eldorado wird hierbei nicht mehr erwähnt. Ludwig Konjetschni, der bereits seit Längerem enge Kontakte zur Sturmabteilung (SA) unterhielt, hatte wahrscheinlich zu dem Zeitpunkt sein Lokal schon der SA-Standarte 2 „Kütemeyer“ übergeben.
Daher sind von diesem Lokal drei viel zitierte Außenansichten erhalten: Eine aus dem Jahre 1932 mit der Tafel „Hier ist’s richtig!“ und einem männlichen und weiblichen Kopf sowie zwei etwa vom Februar/März 1933 mit angebrachten Wahlplakaten „Wählt Hitler. Liste 1“ und Hakenkreuzfahnen, die für die Reichstagswahl 1933 warben (eines mit Polizisten und eines ohne). Das Foto ohne Polizisten erschien in der Ausgabe Mai 1933 der Wiener nationalsozialistischen Zeitschrift Der Notschrei in einer Collage von Fotos homosexueller Szenelokale anlässlich eines Berichtes über die Schließung jener. Auf dem Foto mit den Polizeibeamten ist in der Tür noch ein übrig gebliebenes Plakat zu erkennen: „Wegen Umstellung vorübergehend geschlossen“.

## Rezeption

### Belletristik
Sofern keine näheren Angaben gemacht werden oder es durch das Jahr eingeschränkt wird, kann man Erwähnungen nicht immer klar einem Eldorado zuordnen. Über beiden Lokalen stand geschrieben „Hier ist’s richtig!“, das in der Lutherstraße warb später teilweise mit „Das Originale Eldorado“. Oft handeln die Beschreibungen aber von der Lutherstraße.
Die Romane Mr. Norris steigt um (1935) und Leb wohl, Berlin (1939) von Christopher Isherwood spielen teilweise im Eldorado. Es wird auch von Erika und Klaus Mann (in seinen Erinnerungen) beschrieben, weiters von Victor Alexandrov (1945), von Peter Sachse im Berliner Journal (1927), von Eugen Szatmari im Das Buch von Berlin (1927) und von Franz Hessel wird es als Lokalvorschlag auf seinem Spaziergang durch das Nachtleben (1929) kurz skizziert. Im autobiographischen Roman Berlin Mosaic: A Family Chronicle von Eva Tucker führt Hugo überraschend Ruth ins Eldorado in der Motzstraße, wo sie zuerst ganz baff ist. Der Ire Charles Bewley erwähnte das Lokal in der Motzstraße in seinen von McCormack editierten und 20 Jahre nach seinem Tod erschienenen Memoiren. Der englische Wissenschaftsjournalist James Gerald Crowther (1899–1983) beschreibt in seinen Memoiren, wie sich manche Freunde darüber amüsierten, dass er bei einer Gastfamilie in der Motzstraße wohnen blieb, obwohl in dieser ja auch das „notorische Homosexuellen-Tanzlokal“ beheimatet war. Wyndham Lewis beschreibt in seinem 1931 erschienenen Buch Hitler, wo er diesen als Friedensmann darstellt, entsetzt das Eldorado in der Motzstraße. Im englischen Städteführer Germany on £10 der Ten pound series wird noch 1934 beschrieben, wie der Ich-Erzähler mit einem Einheimischen ins Eldorado in der Motzstraße 15 geht, das zu diesem Zeitpunkt in Wirklichkeit schon zwei Jahre geschlossen hatte. Weit nach dem Zweiten Weltkrieg spielt das Lokal eine Rolle in den Werken von Ulrich Becher (1969), Michel Rachline (1979), Pierre-Jean Rémy (1985, Motzstraße) und der 2006 erschienene Roman Schule der Lügen von Wolfram Fleischhauer beginnt im Eldorado des Jahres 1926. Auch in dem niederländischen Roman In de schaduw van Marlene Dietrich. Berlijnse thriller (‚Im Schatten von Marlene Dietrich‘, Soesterberg: Aspekt 2014) von Marianne Vogel, der größtenteils in den 1920er Jahren spielt, kommt das Eldorado vor. Das Eldorado ist auch ein Handlungsort in Lutz Wilhelm Kellerhoffs Kriminalroman Die Tote im Wannsee (2018), der im Jahr 1968 spielt.

### Malerei
Ernst Fritsch und Otto Dix (Großstadt-Triptychon, 1927/1928) verewigten das Lokal in ihren Bildern. Christian Schad (1894–1982), der auch später zwei Illustrationen (Knutschloge 1929, Adonisdiele 1930) für den Führer durch das „lasterhafte“ Berlin beisteuerte, malte 1927 das Porträt Graf St. Genois d’Anneaucourt, das zu einem seiner bekanntesten Gemälde gehört. Zu sehen ist der Graf im Abendanzug, Mitglied des osteuropäischen Adels, der in Wien ein Exil gefunden hat und auf dessen homosexuelle Neigungen sehr subtil angespielt wird. Auf der linken Seite ist Baronin Glaser zu sehen, die den homosexuellen Grafen als Konzession an gesellschaftliche Konventionen ständig begleitet und möglicherweise – zumindest zeitweilig – eine noch engere Beziehung zu ihm unterhält oder es sich zumindest wünscht. Auf der rechten Seite ist nach Angaben des Malers ein bekannter Transvestit aus dem Eldorado zu sehen. Die beiden Damen werfen sich hinter dem Rücken des Grafen nicht gerade freundliche Blicke zu.

### Musik
Das Eldorado wird auch auf der ersten deutschsprachigen Schallplatte erwähnt, auf der offen eine homosexuelle Liebesbeziehung besungen wird. Gabriel Formiggini und sein Orchester spielten jahrelang im Eldorado und waren quasi „die Hauskapelle in der Lutherstraße“. Während dieser Zeit war für den Refraingesang von Frühjahr 1927 bis Herbst 1928 der Sänger Theodor Lucas engagiert. Mit ihm zusammen wurden auch mehrere Platten aufgenommen. Zur Jahreswende 1929/30 war einer der größten Hits das auch heute noch sehr bekannte Lied Am Sonntag will mein Süßer mit mir segeln geh’n von Robert Gilbert (Text) und Anton Profes (Musik), das wahrscheinlich erstmals von den Weintraubs Syncopators aufgenommen wurde. Dieses handelt in drei kurzen Strophen und einem langen Refrain von berufstätigen Frauen, die am Sonntag Freizeit beanspruchen und ausspannen wollen, eine heiter-schwungvolle Auseinandersetzung mit dem damals neuen gesellschaftlichen Phänomen der berufstätigen Frau aus der Mittelschicht. Ende 1929/Anfang 1930 nahm auch Theo Lucas mit Karl Rockstroh am Klavier dieses Lied auf, wobei die dritte Strophe verändert wurde. Als Textdichter ist zwar nur Robert Gilbert angegeben, es ist aber unbekannt, ob auch die Textänderung von ihm stammt:

„In der Eldorado-Bar

Saß ein Herr mit blondem Haar.

Ein Fräulein sprach: ‚Sind sie am Sonntag allein?‘

Da lachte der Blonde und sagte: ‚Huch, nein!‘

Refrain:

Am Sonntag will mein Süßer mit mir Segeln gehn

Sofern die Winde wehn, das wär doch wunderschön

Am Sonntag will mein Süßer mal mein Seemann sein

Mit mir im Sonnenschein so ganz allein. […]“

Das „Huch, nein!“ und der letzte Refrain wurden von Lucas sehr tuntig gesungen und somit bedient diese Interpretation reichlich heterosexuelle Schwulenklischees.
Das erste schwule Radioprogramm Deutschlands, das von 1985 bis 1991 ausgestrahlt wurde, nannte sich Eldoradio.

### Filme
Die Darstellung der ekstatischen Tanznächte im gleichnamigen Nachtclub Eldorado in der ARD-Miniserie Eldorado KaDeWe – Jetzt ist unsere Zeit von 2021 lehnen sich an das historische Vorbild an, entwickeln diese aber weiter zu einem eher lesbisch dominiertem Club.
Am 28. Juni 2023 zum Jahrestag der Stonewall Queer Riots hatte die Netflix-Dokumentation Eldorado – Alles, was die Nazis hassen von Regisseur Benjamin Cantu Premiere. In dieser Doku fungiert der legendäre Nachtclub anhand von ausgelassenen Spielszenen als Aufhänger für ein weit ausholendes Narrativ zur LGBT-Geschichte.